# Гондельсгайм
Гондельсгайм (нім. Gondelsheim) — громада в Німеччині, знаходиться в землі Баден-Вюртемберг. Підпорядковується адміністративному округу Карлсруе. Входить до складу району Карлсруе.
Площа — 14,86 км2. Населення становить 4039 ос. (станом на 31 грудня 2020).